# Dinômaca
Dinômaca (português brasileiro) ou Dinómaca (português europeu), filha de Mégacles, da família dos alcmeônidas, foi a mãe de Alcibíades.
Alcibíades era filho de Clínias e Dinômaca, filha de Mégacles; assim, por parte de pai ele era descendente de Eurisarces, filho de Ájax, e por parte de mãe ele era um alcmeônida.
O pai de Dinômaca, Mégacles, é identificado por alguns historiadores modernos como sendo o filho de Clístenes.